# Cour-Maugis-sur-Huisne
Cour-Maugis-sur-Huisne – gmina we Francji, w regionie Normandia, w departamencie Orne. W 2013 roku liczba ludności wynosiła 644 mieszkańców.
Gmina została utworzona 1 stycznia 2016 roku z połączenia czterech ówczesnych gmin: Boissy-Maugis, Courcerault, Maison-Maugis oraz Saint-Maurice-sur-Huisne. Siedzibą gminy została miejscowość Boissy-Maugis.